# 埃克托尔·贝列林
埃克托尔·贝列林·莫鲁诺（1995年3月19日—），是一名西班牙職業足球员，司職右閘，现時效力西甲球會贝蒂斯，并曾代表西班牙国家队出战国际比赛。
比利連效力巴塞罗那時司職右翼，於2011年夏天轉會至阿森纳後，被史堤夫·保特改做成右閘。2016年11月21日，他與球隊簽下一份長期合約。
貝萊林曾代表西班牙U16至U21國家隊上陣。於2016年，他首次為西班牙國家足球隊上陣，並隨隊參加2016年歐洲國家盃。

## 職業生涯

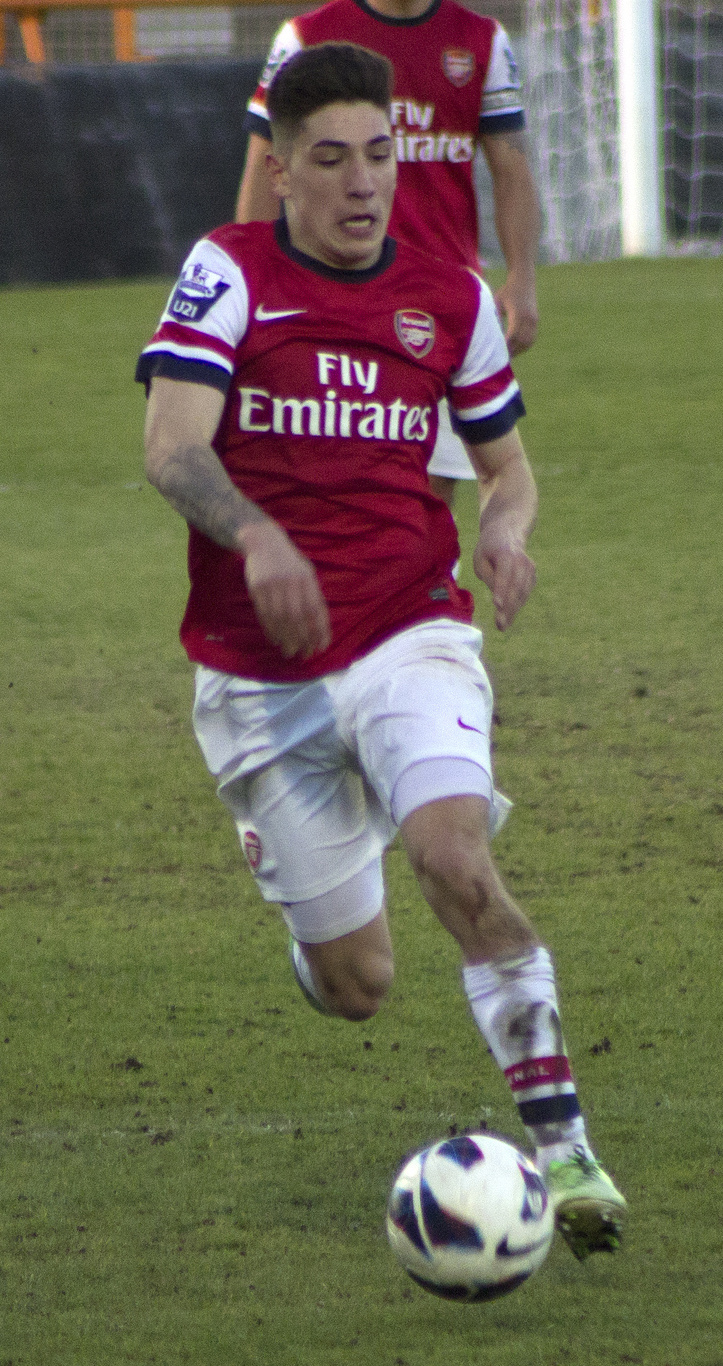
阿仙奴青年軍時期的比利連

### 早年
比利連在西班牙加泰羅尼亞的巴塞隆拿出生，並成為巴塞隆納青年軍其中一員，其後在2011年夏天转会至阿森纳。2013年7月被提拔至一线队。

### 阿仙奴
2013年9月25日，阿仙奴於英格蘭聯賽盃第三圏對陣的比赛中，比利連於第95分鐘替补出場，完成一線隊首戰。2013年11月至2014年1月間，比利連被短期租借至，在1月時再延長外借期至全季。可是他於2月被阿仙奴召回。
2014-15賽季
由于、的先后受伤，比利連在2014年9月16日客场负于多特蒙德的比赛中完成欧聯首戰。其后，他在2015年2月1日攻入了职业生涯首球，協助球隊以5比0大勝。而在4月4日對利物浦的比賽中，亦有一球進帳，可是該場比賽中，比利連亦因侵犯而被判罰十二碼。全季，比利連於各項賽事中共上場28次，攻入1球，送出2次助攻。
2015-16賽季
2015年6月17日，比利連跟阿仙奴續約，並於英格蘭社區盾對陣車路士的比賽中打滿全場，協助阿仙奴贏得社區盾。賽季完結時，他是唯一一名入選PFA年度最佳陣容的阿仙奴球員。
2016-17賽季
2016年11月21日，阿仙奴官方宣佈比利連再次續約，簽約6年半，留效直至2022年。
2020-21賽季
2021年2月14日，貝萊林在英超聯賽4-2戰勝利茲聯的比賽中射入了他2020-21賽季的第一個進球。

### 皇家贝蒂斯
2021年8月31日，時隔十年，貝萊林回到西班牙，租借加盟西甲球會皇家贝蒂斯為期一個賽季。
2023年7月18日，貝萊林以自由轉會的方式回到貝蒂斯，並簽署五年合約。

## 國家隊生涯

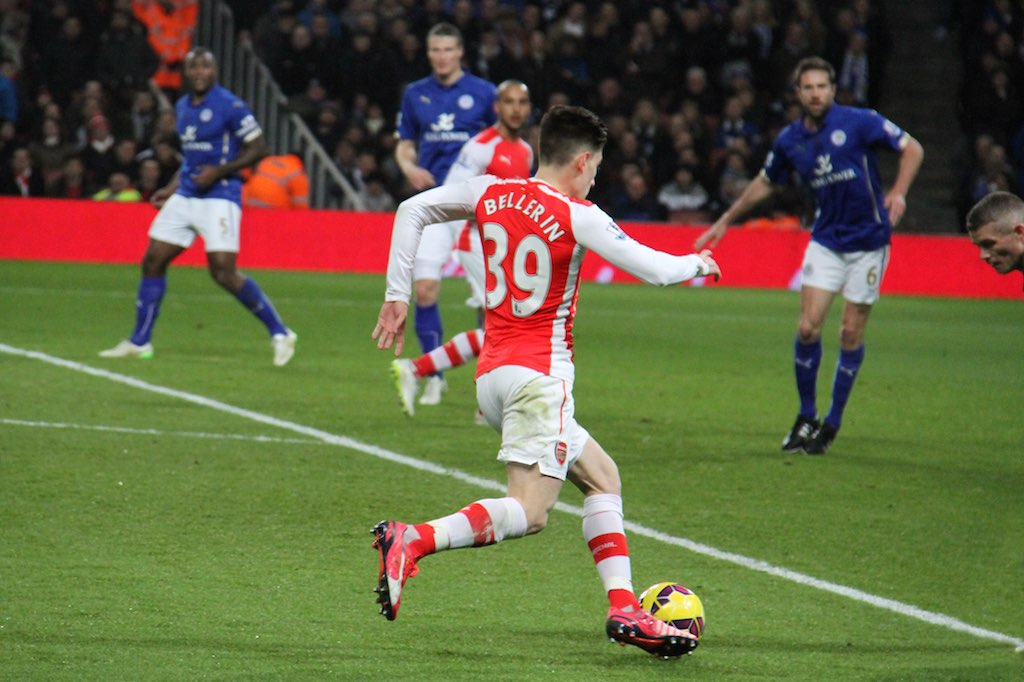
比利連對陣李斯特城

比利連曾為西班牙 U16至U21國家隊效力，並於2013年歐洲U-19足球錦標賽為西班牙 U19打進四強。2015年3月30日，比利連首次為西班牙 U21上陣，打滿全場，最終西班牙 U21以4比0大勝白俄羅斯。
2016年5月29日，比利連被列入西班牙出戰歐國盃的候補球員名單中，並在對戰波斯尼亞的友誼賽中，首次代表西班牙國家隊上場並打滿全場，最終西班牙以3比1勝出。兩日後，皇家馬德里的因傷退隊，領隊挑選比利連進入西班牙最終的23人大軍名單，出戰2016年歐洲國家盃，但他並沒有被派遣上場。
2020年11月7日，因替換受傷的塞維利亞隊長赫蘇斯·納瓦斯，貝萊林睽違已久再次入選西班牙國家足球隊名單。11月11日，他在復出比賽中參加了客場對荷蘭的友誼賽，兩隊以1-1平手。

## 個人生活
2020年9月，貝萊林成為英乙球隊格林森林流浪的第二大股東，他讚揚他們對素食主義和環保主義的承諾。

## 技術特點
貝萊林的速度奇快且爆發力極高，瞬間加速能力頂尖優異，打破在隊中40米短跑紀錄，比舊紀錄快0.01秒，時間為4.41秒，但目前來說是個除了速度以外，技術是不錯的翼衛或者右閘。

## 生涯統計

### 球會
截至2018年8月27日
| 球會     | 賽季     | 聯賽 | 聯賽 | 聯賽 | 英格蘭足總盃 | 英格蘭足總盃 | 英格蘭足總盃 | 英格蘭聯賽盃 | 英格蘭聯賽盃 | 英格蘭聯賽盃 | 歐洲賽事 | 歐洲賽事 | 歐洲賽事 | 其他 | 其他 | 其他 | 總計 | 總計 | 總計 |
| 球會     | 賽季     | 出場 | 進球 | 助攻 | 出場         | 進球         | 助攻         | 出場         | 進球         | 助攻         | 出場     | 進球     | 助攻     | 出場 | 進球 | 助攻 | 出場 | 進球 | 助攻 |
| -------- | -------- | ---- | ---- | ---- | ------------ | ------------ | ------------ | ------------ | ------------ | ------------ | -------- | -------- | -------- | ---- | ---- | ---- | ---- | ---- | ---- |
| 阿仙奴   |          |      |      |      |              |              |              |              |              |              |          |          |          |      |      |      |      |      |      |
| 2013–14  | 0        | 0    | 0    | 0    | 0            | 0            | 1            | 0            | 0            | 0            | 0        | 0        | –        | –    | –    | 1    | 0    | 0    |      |
| 2014–15  | 20       | 2    | 1    | 3    | 0            | 0            | 1            | 0            | 0            | 4            | 0        | 0        | –        | –    | –    | 28   | 2    | 1    |      |
| 2015–16  | 36       | 1    | 5    | 1    | 0            | 2            | 0            | 0            | 0            | 6            | 0        | 1        | 1        | 0    | 0    | 44   | 1    | 8    |      |
| 2016–17  | 11       | 0    | 1    | 0    | 0            | 0            | 0            | 0            | 0            | 3            | 0        | 0        | 0        | 0    | 0    | 14   | 0    | 1    |      |
| 總計     | 總計     | 67   | 3    | 7    | 4            | 0            | 2            | 2            | 0            | 0            | 13       | 0        | 1        | 1    | 0    | 0    | 87   | 3    | 10   |
| (外借)   | 2013–14  | 8    | 0    | 1    | 0            | 0            | 0            | 0            | 0            | 0            | –        | –        | –        | –    | –    | –    | 8    | 0    | 1    |
| 生涯總計 | 生涯總計 | 75   | 3    | 8    | 4            | 0            | 2            | 2            | 0            | 0            | 13       | 0        | 1        | 1    | 0    | 0    | 95   | 3    | 11   |

### 國家隊上陣次數
（截至2020年11月11日）
| 國家隊           | 球會   | 年份 | 上陣 | 入球 |
| ---------------- | ------ | ---- | ---- | ---- |
| 西班牙國家足球隊 | 阿仙奴 | 2016 | 3    | 0    |
| 西班牙國家足球隊 | 阿仙奴 | 2020 | 1    | 0    |
| 合計             | 合計   | 合計 | 4    | 0    |

## 榮譽

### 球會
阿仙奴
- 英格蘭足總盃冠軍：2015年[26]、2017年[27]、2020年[28]
- 英格蘭社區盾冠軍：2015年[29]、2017年[30]、2020年[31]

 皇家貝提斯
- 西班牙國王盃冠軍：2021–22賽季

 巴塞隆納
- 西班牙足球甲级联赛冠軍：2022–23賽季

### 個人
- PFA年度最佳陣容(1)：2015-16賽季
- 歐洲U-19足球錦標賽最佳陣容：2013年